# Шоссейный Дом
Шоссейный Дом — деревня в Смоленском районе Смоленской области России. Входит в состав Катынского сельского поселения. Население — 11 жителей (2007 год). 
Расположена в западной части области в 22 км к западу от Смоленска, в 0,1 км севернее автодороги А141 Орёл — Витебск. В 1 км южнее деревни расположена железнодорожная станция Вонлярово на линии Москва — Минск. 

## История
В годы Великой Отечественной войны деревня была оккупирована гитлеровскими войсками в июле 1941 года, освобождена в сентябре 1943 года. 